# トムクリエイト
株式会社トムクリエイト（英: TOM CREATE CO.,LTD.）はコンピュータゲームの企画・開発を行う企業である。過去には玩具の企画・開発も行っていた。関連会社として宮城県仙台市を拠点とするピー・ソフトハウスがある。

## 概要
1989年（平成元年）10月に設立。主にユタカ、バンダイが発売元となるキャラクター物のゲームソフト企画の受託開発を行う。1996年（平成8年）に『SDガンダムジェネレーション』シリーズを開発。1998年（平成10年）に後継作である『SDガンダム GGENERATION』を発売。これ以降SDガンダム GGENERATIONシリーズの開発を中心に、長年に渡り各種プラットフォームのゲーム開発を複数タイトル手掛けている。ファミリーコンピュータの時代から現存している数少ないデベロッパーである。2009年（平成21年）7月以降は自社タイトルのパブリッシング事業を展開。安価でありながら安定したクオリティのソフトを制作し続けており、コンシューマーダウンロードソフト界隈において固定ファンの獲得に成功している。
社名の由来は代表取締役のニックネームから。「豊かさを、創りだす」を企業理念としている。

## 沿革
1989年
- 10月 - 玩具やコンピュータゲームの企画・開発を行う企業として設立。

1996年
- 6月 - スーパーファミコン用周辺機器『スーファミターボ』を開発し、バンダイより発売される。
- 6月 - スーファミターボ用ソフト『ぽいぽい忍者ワールド』を開発し、バンダイより発売される。アニメ等既存のキャラクターを使用していないゲームとしてはバンダイ初の作品。
- 7月 - スーファミターボ用ソフト『SDガンダムジェネレーション 一年戦争記』『SDガンダムジェネレーション グリプス戦記』を開発し、バンダイより発売される。
- 8月 - スーファミターボ用ソフト『SDガンダムジェネレーション アクシズ戦記』『SDガンダムジェネレーション バビロニア建国戦記』を開発し、バンダイより発売される。
- 9月 - スーファミターボ用ソフト『SDガンダムジェネレーション ザンスカール戦記』『SDガンダムジェネレーション コロニー格闘記』を開発し、バンダイより発売される。

1997年
- 6月 - ゲームボーイ用ソフト『ゲームで発見!!たまごっち』を開発し、バンダイより発売される。出荷本数145万本の大ヒットを記録。
- 10月 - ゲームボーイ用ソフト『ゲームで発見!!たまごっち2』を開発し、バンダイより発売される。前作に続き出荷本数145万本の大ヒットを記録。

1998年
- 8月 - PlayStation用ソフト『SDガンダム GGENERATION』を開発し、バンダイより発売される。販売本数65万本を超えるヒットを記録し、その後のシリーズ化を決定的なものとした。

1999年
- 9月 - PlayStation用ソフト『SDガンダム GGENERATION-ZERO』を開発し、バンダイより発売される。

2000年
- 8月 - PlayStation用ソフト『SDガンダム GGENERATION-F』を開発し、バンダイより発売される。

2001年
- 5月 - PlayStation用ソフト『SDガンダム GGENERATION-F.I.F』を開発し、バンダイより発売される。
- 6月 - トムクリエイト初の自社パブリッシングタイトルとしてワンダースワンカラー用ソフト『くるパラ！』を発売。

2002年
- 11月 - PlayStation 2用ソフト『SDガンダム GGENERATION NEO』を開発し、バンダイより発売される。

2004年
- 2月 - PlayStation 2用ソフト『SDガンダム GGENERATION SEED』を開発し、バンダイより発売される。
- 3月 - テレビアニメ『SDガンダムフォース』にてトムクリエイトとして初めて映像作品への作業協力を行う。
- 11月 - PlayStation 2用ソフト『SDガンダムフォース 大決戦！次元海賊デ・スカール！！』を開発し、バンダイより発売される。Gジェネスタッフによる初のGジェネ以外のソフト。

2006年
- 8月 - PlayStation Portable用ソフト『SDガンダム GGENERATION PORTABLE』を開発。本作よりバンダイナムコゲームスの発売となった。

2007年
- 11月 - PlayStation 2用ソフト『SDガンダム GGENERATION SPIRITS』を開発し、バンダイナムコゲームスより発売される。

2009年
- 7月 - 8年ぶりに自社パブリッシングタイトルとしてWiiウェア用ソフト『ひらめきカードバトル メクルカ』を発売。以降自社パブリッシングタイトルをダウンロード専売で展開。
- 8月 - PlayStation 2/Wii用ソフト『SDガンダム GGENERATION WARS』を開発し、バンダイナムコゲームスより発売される。

2010年
- 2月 - ニンテンドーDSiウェア用ソフト『うちまくれ！タッチペンウォーズ』を発売。9月に欧州、10月に北米での発売を皮切りに以降自社パブリッシングタイトルの海外展開を開始。

2011年
- 2月 - PlayStation Portable/Wii用ソフト『SDガンダム GGENERATION WORLD』を開発し、バンダイナムコゲームスより発売される。
- 11月 - ニンテンドー3DS用ソフト『SDガンダム GGENERATION 3D』を開発し、バンダイナムコゲームスより発売される。

2012年
- 9月 - PlayStation Portable用ソフト『SDガンダム GGENERATION OVER WORLD』を開発し、バンダイナムコゲームスより発売される。

2013年
- 4月 - iOS/Android向けアプリ『SDガンダム GGENERATION FRONTIER』を開発し、バンダイナムコゲームスより配信される。

2014年
- 10月 - PlayStation 3/PlayStation Vita用ソフト『スーパーヒーロージェネレーション』を開発し、バンダイナムコゲームスより発売される。

2016年
- 11月 - PlayStation 4/PlayStation Vita用ソフト『SDガンダム GGENERATION GENESIS』を開発し、バンダイナムコエンターテインメントより発売される。PlayStation Vita版は史上初のVitaカード2枚組仕様。当初はPlayStation 3版の開発も発表されていたが、諸般の事情により開発中止となった。

2019年
- 11月 - PlayStation 4/Nintendo Switch/PC用ソフト『SDガンダム GGENERATION CROSSRAYS』を開発し、バンダイナムコエンターテインメントより発売される。

2025年
- 4月 - iOS/Android向けアプリ『SDガンダム GGENERATION ETERNAL』が、バンダイナムコエンターテインメントより配信される。本作はバンダイナムコエンターテインメント主導のもと、ゲーム制作はアプリボットが、戦闘演出やユニットのモデリング、その他にはユニットデータ画面など表示されるイラスト提供、ユニットの選定も含むアドバイザーをトムクリエイトが担当している。

## 代表作
- SDガンダム GGENERATIONシリーズ
- SDガンダムジェネレーションシリーズ
- ゲームで発見!!たまごっち
- 鋼の錬金術師
- コードギアス 反逆のルルーシュ

## 関係人物
主要クリエイター
- 宮城嘉樹[1]
- 上瀧圭一郎[1]
- 花田翔平[2]
- 平山近広[3]
- 髙木典慶[4]